# Drew Eubanks
Drew Eubanks (ur. 1 lutego 1997 w Starkville) – amerykański koszykarz występujący na pozycjach silnego skrzydłowego lub środkowego, od 2023 zawodnik Phoenix Suns.
10 lutego 2022 został wytransferowany do Toronto Raptors, a następnie zwolniony.
22 lutego 2022 zawarł 10-dniową umowę z Portland Trail Blazers. 4 marca 2022 podpisał kolejną, identyczną umowę. 14 marca 2022 dołączył po raz trzeci z rzędu na 10 dni do składu Blazers, a 3 kwietnia zawarł umowę do końca sezonu. 4 lipca 2023 dołączył do Phoenix Suns.

## Osiągnięcia
Stan na 28 września 2023, na podstawie, o ile nie zaznaczono inaczej.
NCAA
- Uczestnik turnieju NCAA (2016)
- Wybrany do:
  - składu Honorable Mention Pac-12:
    - All-Academic (2017, 2018)
    - 2017